# Julesburg (Colorado)
Julesburg (offiziell: Town of Julesburg) ist eine Stadt (englisch statutory town) im äußersten Nordosten des US‑Bundesstaats Colorado. Sie liegt im Sedgwick County und ist zugleich dessen Verwaltungssitz und auch dessen bevölkerungsreichste Stadt.
Julesburg nutzt den Slogan „Tor zu Colorado“, da es die erste Stadt des Bundesstaates ist, die Reisende aus dem Osten erreichen, die Richtung Westen zu den Rocky Mountains unterwegs sind. Es verfügt über eine große Kindertagesstätte, eine Grundschule, eine weiterführende Schule, eine Klinik, ein Wohn- und Pflegeheim, mehrere Kirchen, zwei Museen, ein Schwimmbad, einen Tennisplatz und einen Golfplatz.
Eine moderne Attraktion ist der Julesburg Drag Strip, eine seit den späten 1950er-Jahren hier betriebene Dragsterrennstrecke, keine 5 km westlich des Stadtzentrums.

## Geschichte
Der Name des ursprünglichen Handelspostens, aus dem sich die heutige Stadt entwickelte, wurde abgeleitet von Jules Beni (um 1800–1861), eines Gesetzlosen, der in der ersten Hälfte des 19. Jahrhunderts in der Umgebung Postkutschen überfiel und ausraubte.
Anfang der 1860er-Jahre befand sich hier eine Relaisstation der Pony-Express-Route. Berittene Kuriere übermittelten Nachrichten aus dem Osten von Missouri weiter nach Westen bis nach Kalifornien.
Im Jahr 1861 wurde Julesburg als Startort für eine neue Telegrafenlinie ausgewählt, die das damals bereits bestehende Telegrafennetz im Osten der Vereinigten Staaten von Amerika quer durch den Kontinent mit dem in Kalifornien verbinden sollte. Diese Linie wurde durch die Pacific Telegraph Company von hier aus weiter nach Westen bis Salt Lake City errichtet und ging als First Transcontinental Telegraph (deutsch „Erster transkontinentaler Telegraf“) in die amerikanische Technikgeschichte ein.
Am 7. Januar 1865 fand in unmittelbarer Nähe eine Indianerschlacht statt, die Schlacht von Julesburg (auch: Julesburg raids), in der etwa tausend Cheyenne, Arapaho und Lakota gegen sechzig Soldaten der US‑Armee kämpften, die von gut vierzig Zivilisten unterstützt wurden.

Straßenszene
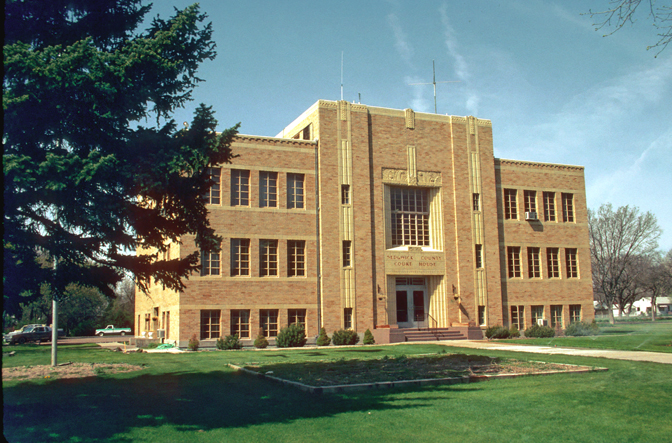
Verwaltungssitz
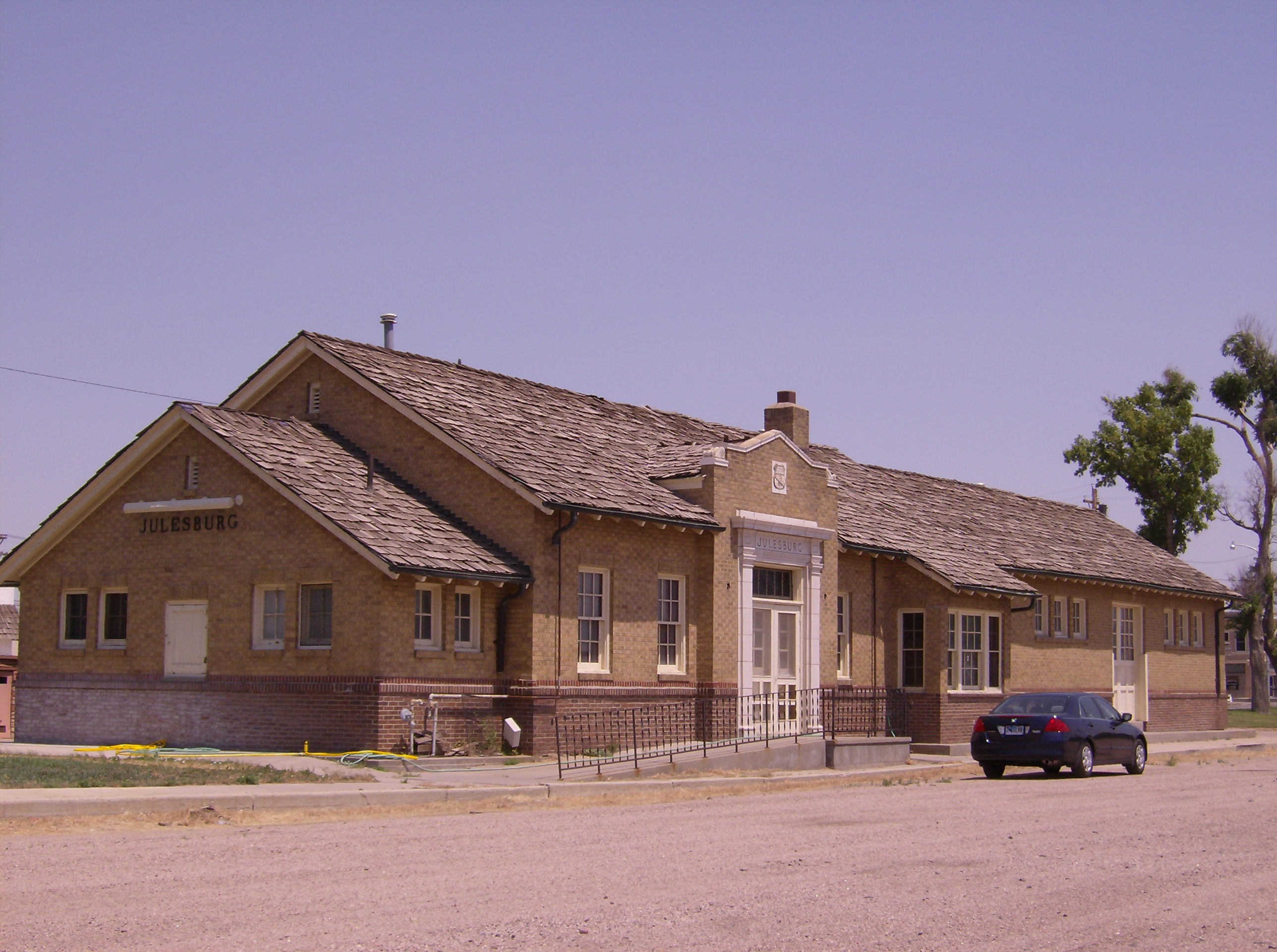
Bahnhof
Kino
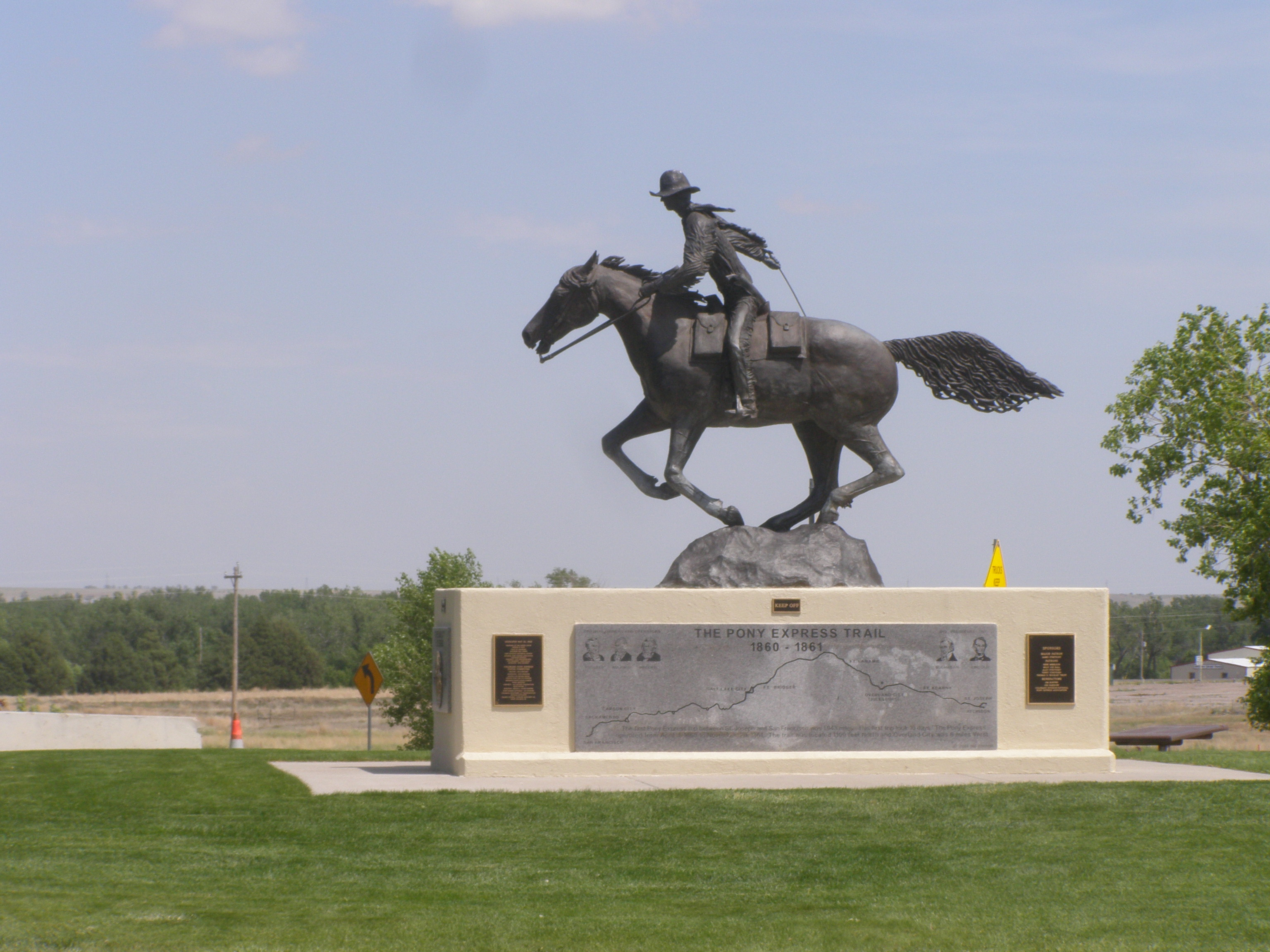
Pony-Express-Denkmal